# Christoph Jamme
Christoph Jamme (* 22. Oktober 1953 in Stuttgart; † 2. Mai 2021 in Lüneburg) war ein deutscher Kulturphilosoph.

## Leben
Nach einem Studium der Germanistik, Philosophie sowie Allgemeinen und Vergleichenden Literaturwissenschaft mit Promotion an der Ruhr-Universität Bochum 1981 war er von 1994 bis 1997 Professor für Geschichte der Philosophie mit besonderer Berücksichtigung des Deutschen Idealismus an der Friedrich-Schiller-Universität Jena und ab 1997 Professor für Philosophie an der Universität Lüneburg.

## Schriften (Auswahl)
- „Ein ungelehrtes Buch“. Die philosophische Gemeinschaft zwischen Hölderlin und Hegel in Frankfurt 1797–1800. Bonn 1983, ISBN 3-416-01677-7.
- Isaak von Sinclair. Politiker, Philosoph und Dichter zwischen Revolution und Restauration. Anhand von Originaldokumenten dargestellt. Bonn 1988, ISBN 3-416-02049-9.
- „Gott an hat ein Gewand“. Grenzen und Perspektiven philosophischer Mythos-Theorien der Gegenwart. Frankfurt am Main 1991, ISBN 3-518-58095-7.
- Einführung in die Philosophie des Mythos, Band 2. Neuzeit und Gegenwart, Darmstadt, Wissenschaftliche Buchgesellschaft, 1991.
  - Introduction à la philosophie du mythe 2. Epoque moderne et contemporaine, französische Übersetzung : Alain Pernet, Paris, Librairie philosophique J. Vrin, 1995, ISBN 2-7116-1254-6
- Mythos als Aufklärung. Dichten und Denken um 1800. Paderborn 2013, ISBN 3-7705-5553-8.